# Stefan Żeromski

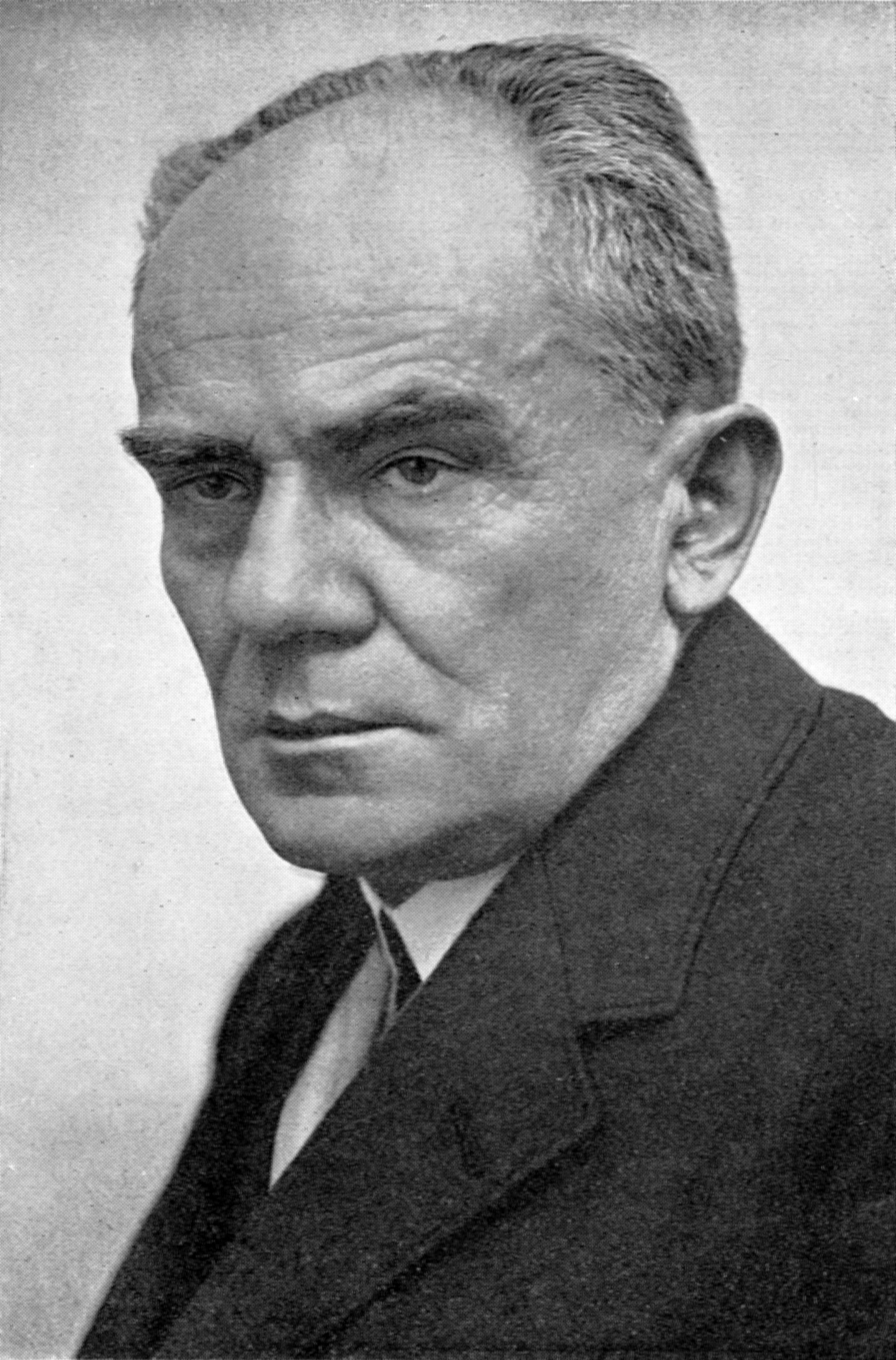
Stefan Żeromski

Stefan Żeromski ([ˈstɛfan ʐɛˈrɔmski] ⓘ; * 14. Oktober 1864 in Strawczyn in der Nähe von Kielce; † 20. November 1925 in Warschau) war ein polnischer Schriftsteller.

## Leben
Stefan Żeromski stammte aus verarmtem polnischen Landadel. Sein Vater beteiligte sich am Januaraufstand 1863/1864 gegen die russische Besatzung, weshalb die Familie nach dessen Niederschlagung enteignet worden war. 1873/74 besuchte er die Dorfschule in Psary und anschließend von 1874 bis 1886 das Gymnasium in Kielce, das er, auf Grund einer Tuberkulose-Erkrankung, ohne Abitur verließ. Seine Erlebnisse dort verarbeitete er später im Roman Sisyphusarbeit. Anschließend ging er nach Warschau, wo er Tiermedizin studierte. Das Studium musste er 1888, nach dem Tod seiner Eltern, aus finanziellen Gründen abbrechen und wurde 1889 Nachhilfelehrer, zuletzt von 1890 bis 1892 in Nałęczów. Gleichzeitig begann er zu schreiben und publizierte seine ersten Erzählungen in einer Warschauer Wochenzeitung. 1892 heiratete er die verwitwete Oktawia Radziwiłłowicz-Rodkiewicz. Im gleichen Jahr verließ er mit Frau und Stieftochter Polen und ging in die Schweiz. Die Familie ließ sich in Rapperswil SG in der Nähe von Zürich nieder, wo er als Bibliothekar im Polnischen Nationalmuseum arbeitete. Zwischen 1895 und 1898 publizierte er zahlreiche Erzählungen.
1897 ging die Familie zurück nach Warschau und Żeromski arbeitete auch hier als Bibliothekar. 1899 wurde sein Sohn Adam geboren. 
Seine Dienstwohnung stellte Żeromski einer konspirativen Sozialistengruppe zur Verfügung, weswegen er 1900 kurzzeitig verhaftet wurde.
Nach einer ausgedehnten Reise nach Italien und Korsika im Jahr 1902 zog er 1903 nach Zakopane. 
Nach dem Erfolg seiner ersten Romane widmete er sich ab 1903 ausschließlich dem Schreiben. Żeromski war einer der Hauptvertreter des polnischen Positivismus und blieb in der Tradition des kritischen Realismus.
Ab etwa 1905 begann Żeromskis Mitarbeit in demokratisch-sozialistischen Gruppen, er war u. a. einer der Initiatoren der 1907 in Warschau gegründeten Gesellschaft der Volksbibliotheken. In seinem Haus wurden geheime Schulstunden abgehalten. 1908 wurde er verhaftet und aus Kongresspolen verbannt. Er ging nach Krakau. 
Im Ersten Weltkrieg unterstützte er die Gründung der Polnischen Legionen. Vom 30. September bis 16. November 1918 war er Präsident der Republik Zakopane (Rzeczpospolita Zakopiańska) 
1919 ging Żeromski nach Warschau, der Hauptstadt des wiederentstandenen Polens. Dort war er 1919 an der Errichtung der Polnischen Akademie für Literatur beteiligt. 1920 wurde er Vorsitzender des polnischen Schriftstellerverbandes Związek Literatów Polskich (ZLP) und 1922 Mitbegründer des polnischen P.E.N.-Klubs.

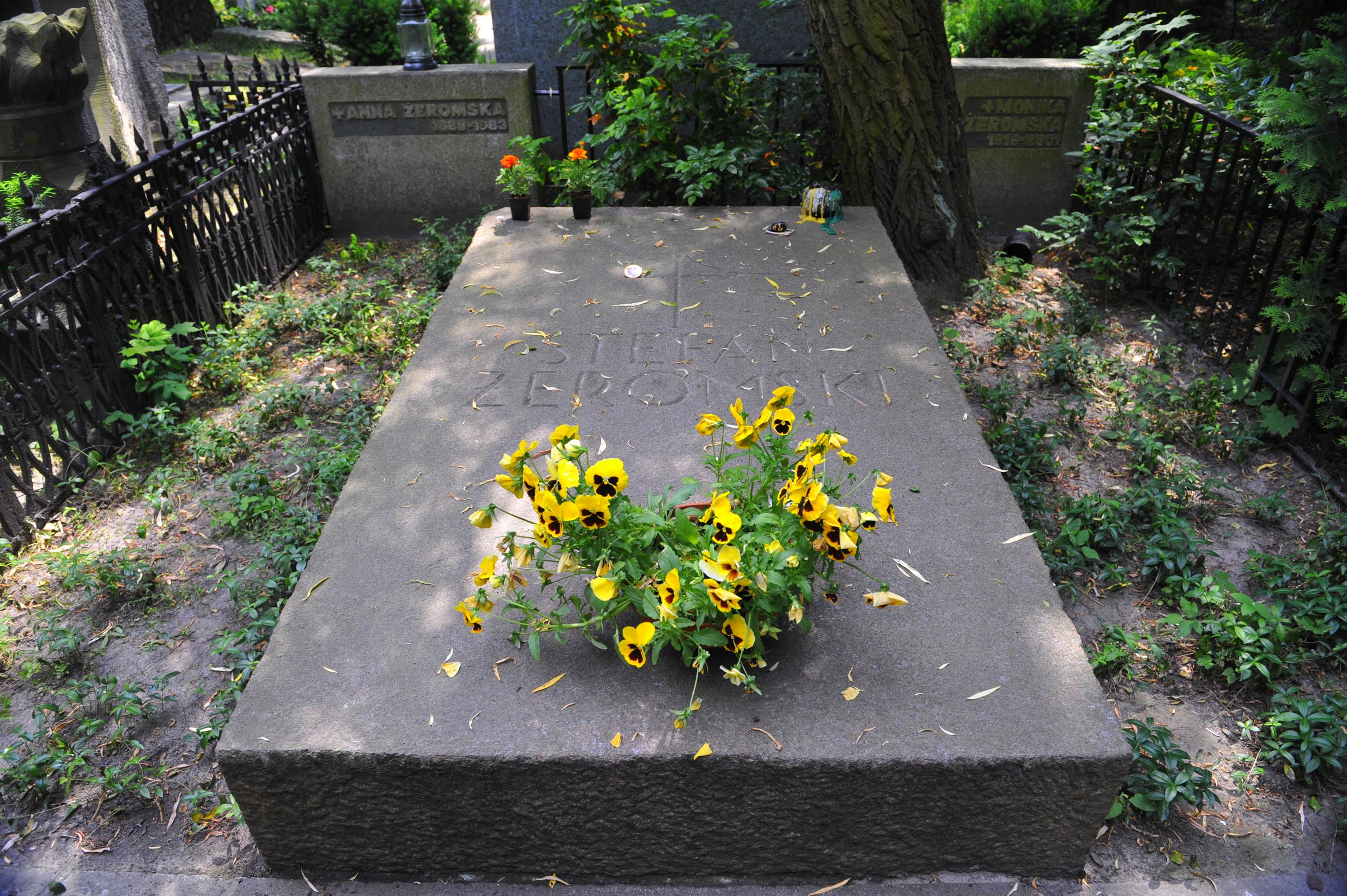
Żeromskis Grab in Warschau

Wegen seines sozialen Engagements wird er „das literarische Gewissen Polens“ genannt. 1924 war Żeromski als einer der aussichtsreichsten Kandidaten für den Nobelpreis im Gespräch. Sein Einfluss in Polen war größer als der von Władysław Reymont, welcher den Preis erhielt. Wahrscheinlich brachte ihn die Kritik an seinem letzten Werk um den Preis. Für seine Verdienste im jungen polnischen Staat wurde ihm vom Staatspräsidenten eine Wohnung im Warschauer Königsschloss zur Verfügung gestellt, wo er 1925 starb. Er wurde mit einem Staatsbegräbnis auf dem alten Evangelisch-Reformierten Friedhof in Warschau beigesetzt. Obwohl gerade die Rechte ihn angefeindet hatte und ihm vorwarf, mit seinem Roman Przedwiośnie bolschewistische Ideen verbreitet zu haben, hielt ein nationaldemokratischer Minister eine der Trauerreden.

## Auszeichnungen und Ehrungen
- Orden Polonia Restituta, Komtur (1921)[4]
- Orden Polonia Restituta, Großkreuz (1925)
- Orden des Weißen Adlers (2019)[5]

## Werke

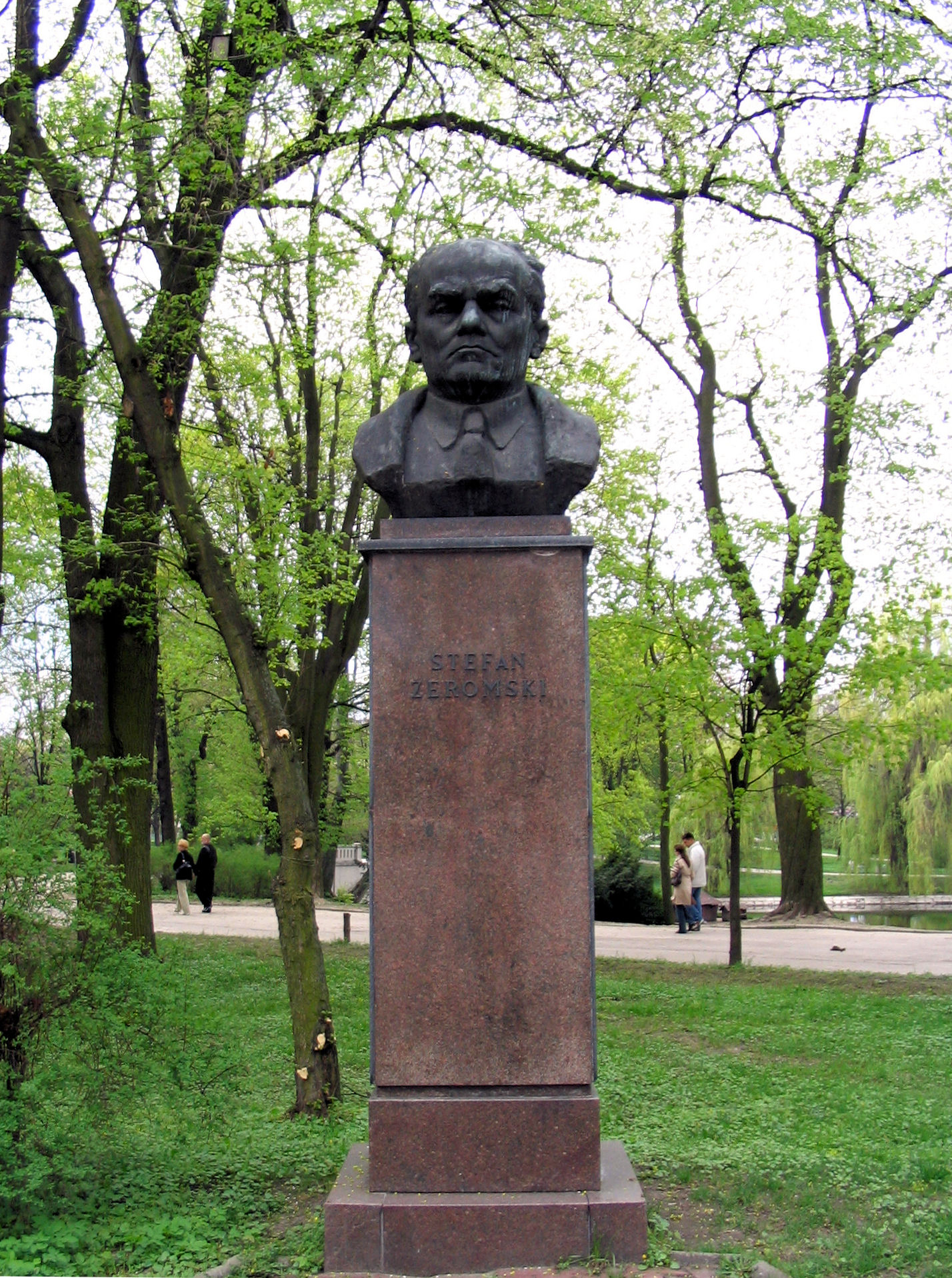
Denkmal für Żeromski in Kielce

Schon in den vor dem Ersten Weltkrieg verfassten Arbeiten spiegeln sich die Folgen des misslungenen Aufstands von 1863 und der anschließenden Russifizierungspolitik. 
Die Sommer ab 1920 verbrachte Żeromski in Gdynia, u. a. als Gast des Bürgermeisters Jan Radtke, oder in Adlershorst/Adlerówka (1931 umbenannt in Orłowo Morskie) in einer ehemaligen Fischerhütte. 1921 verfolgte Żeromski in Gdingen aufmerksam den Bau des vorläufigen Kriegshafens und des Liegeplatzes für Fischer. Inspiriert von diesen Arbeiten schrieb er den Roman Wiatr od morza (Der Wind von See her), worin er von dem noch nicht Bestehenden, wie es sich bald erweisen sollte, ein überraschend getreues Bild des werdenden Hafens und der werdenden Stadt Gdingen lieferte. Sein Ende 1924 erschienener Roman Przedwiośnie (Vorfrühling) wurde ein wichtiger Kristallisationspunkt der Debatten über den Charakter und die Zukunft der jungen polnischen Republik. Der Roman erzählt die Geschichte eines jungen Polen, der die Gräuel der russischen Revolution erlebt, nach seiner Rückkehr nach Polen allerdings aufgrund der Enttäuschung über die dort herrschenden Lebensverhältnisse sich zunehmend links radikalisiert. Der Roman wurde ebenso bewundert wie angefeindet - es erschienen über 100 Besprechungen, Erwiderungen und Kommentare.
In seinem ehemaligen Häuschen in Adlershorst werden heute die mit ihm verbundenen Erinnerungsstücke aufbewahrt, und die Gesellschaft der Orłowo-Freunde organisiert regelmäßig Ausstellungen und andere Veranstaltungen zu seinen Ehren.

### Werkauswahl
- Den Krähen und Raben zum Fraß (Rozdziobą nas kruki, wrony), Erzählung, 1885
- Die Athletin (Siłaczka), Novelle, 1895
- Sisyphusarbeiten (Syzyfowe prace), Historischer Roman, 1898
- Dämmerung (Zmierzch), Novelle, 1898
- Vergessen (Zapomnienie), Novelle, 1898
- In Schutt und Asche (Popioły), Roman, 1904
- Geschichte einer Sünde (Bodzanta), 1908
- Die Rose (Róża), Drama, 1909
- Die Heimatlosen (Ludzie bezdomni), Roman, 1910
- Sułkowsky, Drama, 1910
- Waldecho (Echa leśne), Erzählung
- Der getreue Strom (Wierna rzeka), Roman, 1912
- Der Rächer, Roman, 1915
- Der Kampf mit dem Satan (Walka z szatanem), Trilogie, 1916–1919
- Wind vom Meer (Wiatr od morza), 1922
- Vorfrühling (Przedwiośnie), Roman, 1924

## Verfilmungen
- Wierna rzeka (Der getreue Strom), POL 1936, Regie: Leonard Buczkowski
- Popioły (Legionäre / Zwischen Feuer und Asche), POL 1965, Regie: Andrzej Wajda
- Dzieje grzechu (Geschichte einer Sünde), POL 1975, Regie: Walerian Borowczyk
- Sisyphusarbeiten (Syzyfowe prace), POL 2000, Regie: Pawel Komorowski
- Vorfrühling (Przedwiośnie), POL 2001, Regie: Filip Bajon